# Egale ruskokermot
De egale ruskokermot (Coleophora adjunctella) is een vlinder uit de familie kokermotten (Coleophoridae). De wetenschappelijke naam is voor het eerst geldig gepubliceerd in 1882 door Hodgkinson.
De soort komt voor in Europa.